# 塞加当伊什
塞加当伊什是葡萄牙阿威罗区的一个堂区。总面积3.38平方公里，总人口1205人，人口密度356.5人/平方公里。